# Jardín Botánico de las Cuatro Artes
El Jardín Botánico de las Cuatro Artes (en inglés : Four Arts Gardens, también conocido como Four Arts Library, Gardens and Philip Hulitar Sculpture Gardens) es un jardín botánico localizado en Palm Beach, Florida, en los Estados Unidos. 

## Localización
Four Arts Gardens, 2 Four Arts Plaza, Palm Beach, Florida 33139 Estados Unidos.26°42′23″N 80°02′32″O / 26.70639, -80.04222
La entrada es libre.

## Historia
Los jardines de exhibición fueron establecidos en este emplazamiento en 1938 y ahora mantenidos por el club del jardín de Palm Beach para exhibir las plantas tropicales más apropiadas para el sur de la Florida. 
Los Four Arts Gardens, fueron renovados tras los destrozos provocados por los huracanes del año 2004, y abiertos al público en marzo de 2007.

## Sociedad de las Cuatro Artes
La "Society of the Four Arts" (Sociedad de las Cuatro Artes) fue fundada en 1936. Se ubica junto a la Intracoastal Waterway en Palm Beach y alberga el edificio de "Esther B. O’Keeffe Gallery Building", que incluye la galería de exposiciones de arte Esther B. O’Keeffe Art Gallery, un auditorio de conciertos, dos bibliotecas, un edificio administrativo, y jardines. El edificio "Plaza" obra original de Maurice Fatio actualmente alberga una biblioteca. El edificio "TheO'Keefe Gallery" fue diseñado por el arquitecto Addison Mizner. Hay que abonar una tarifa de entrada para la galería de arte de "Esther B. O'Keeffe Art Gallery".
La galería de arte de Mary Alice Fortin Children's Art Gallery se ubica en la segunda planta del edificio administrativo "Rovensky", además de la biblioteca "Four Arts Children's Library". En este la entrada es gratis.

## Colecciones
Este jardín botánico alberga tanto flora nativa de Florida así como flora exótica de todo el mundo. 
Su jardín chino incluye un puente de media luna y estatuaria, con senderos que conducen a una rocalla, a la fachada española y al pozo decorativo. Los grandes árboles sombrean el paseo hasta el jardín de Madonna y a la fuente formal.
También incluye un jardín español, y un jardín tropical. Los jardines originales fueron planeados por siete sociedades de damas y una sociedad de caballeros en 1930, para incorporar una serie de espacios ajardinados temáticos.
Entre las esculturas exhibidas se muestran trabajos de Lawrence Holofcener, Luís Montoya, Leslie Ortiz, Felipe Castaneda, Diana Guest, Philip Jackson, Dan Ostermiller, Ira Bruce Reines, y José Villalobos